# Marks & Spencer

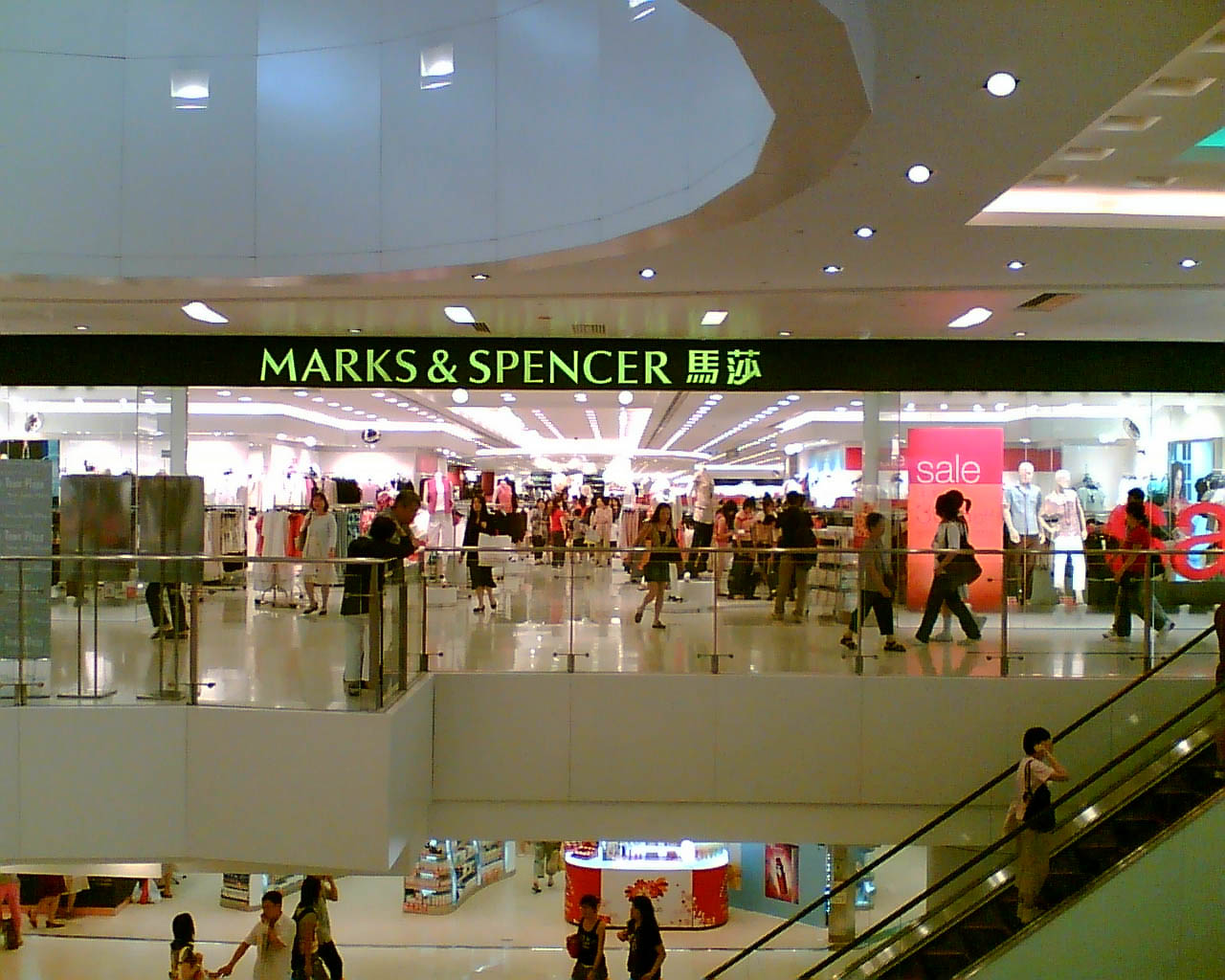
M&S filiaal in Hongkong

Marks & Spencer (afgekort M&S en informeel ook bekend als Marks and Sparks) is een van oorsprong Britse keten van warenhuizen. Winkels met producten van de firma zijn anno 2025 niet alleen te vinden in het Verenigd Koninkrijk, maar ook in eenendertig andere landen. Uitsluitend de filialen op het Britse vasteland worden uitgebaat door M&S zelf, de winkels in andere landen zijn veelal franchise-ondernemingen.

## Geschiedenis
Het verhaal van Marks & Spencer begint eind 19e eeuw bij de verkoopkraam van de in Rusland geboren Pools-Joodse immigrant Michael Marks in Leeds. Zijn eerste volledige vaste winkel opende zijn deuren in 1894 in Stretford Road, Hulme, in Manchester. Marks ging samenwerken met Thomas Spencer, die werkte voor Issac Dewhirst. Van hem had Marks £ 5 geleend om zijn eerste verkoopkraam op te zetten. In 1903 werd Marks & Spencer Ltd opgericht, er waren 30.000 aandelen van £ 1 en de twee oprichters kregen elk de helft. In 1904 werd de eerste winkel onder de naam Marks & Spencer geopend. In 1914 werd London Penny Bazaar Company opgekocht.
Na de dood van Thomas Spencer in 1905 en Michael Marks in 1907 volgde een lange strijd om de macht in het bedrijf tussen Simon Marks en William Chapman. Simon Marks kwam als winnaar uit bus en werd voorzitter in 1916. Hij was toen 28 jaar oud en bleef 56 jaar lang voorzitter. In 1924 verhuisde het hoofdkantoor van Manchester naar Londen. In 1931 werden levensmiddelen aan het assortiment toegevoegd, het aanbod groeide hard en bij het uitbreken van de Tweede Wereldoorlog was M&S een van de grootste aanbieders van levensmiddelen in het land. M&S telde toen 234 winkels. Simon Marks overleed in 1964 en hij werd opgevolgd door zijn schoonzoon Israel Sieff.
In 1975 werd de eerste eigen buitenlandse vestiging geopend, in Parijs. Vier jaar later volgde de eerste vestiging in Ierland. In 2012 werd het M&S Archief geopend in Leeds, hier werden tienduizenden voorwerpen bijeengebracht die een rol hebben gespeeld in de geschiedenis van M&S. In 2020 werd een 50/50% joint venture met Ocado Group opgericht, voor de levering van levensmiddelen aan huis.
Op 23 september 2019 ging het bedrijf uit de FTSE 100 aandelenindex. M&S maakte deel uit van deze index sinds 1984 toen deze werd geïntroduceerd. De demotie is het gevolg van achteruitgang van het bedrijf: het sluiten van vestigingen, tegenvallende resultaten en een dalende beurskoers. In 2007 bereikte de aandelenkoers een piek van £ 7,16, maar in september 2019 lag de koers rond de £ 1,85. De aandelen werden voor vier jaar opgenomen in de FTSE 250 index, maar vanaf september 2023 maakt M&S weer deel uit de de FTSE 100.

## Activiteiten
M&S is marktleider in het Verenigd Koninkrijk op het gebied van kleding. Verder bestaat het assortiment voornamelijk uit etenswaren, meubels en woonaccessoires. Alle producten die in M&S-winkels worden verkocht zijn van het eigen merk. De grootste concurrent was BHS, een warenhuis dat ook alleen producten van eigen merk aanbood, maar in 2016 failliet ging.
In maart 2025 was M&S actief in 32 landen en had bijna 1500 eigen en franchise vestigingen. Het bedrijf heeft een omzet van bijna 14 miljard pond op jaarbasis waarvan ongeveer 65% etenswaren betreft. Verder heeft de verkoop van niet-levensmiddelen (Fashion, Home & Beauty) een omzetaandeel van iets minder dan 30%. De buitenlandse activiteiten zijn met een omzetaandeel van zo’n 5% bescheiden. De niet-levensmiddelen leveren een net zo grote bijdrage aan het bedrijfsresultaat als de levensmiddelen.
M&S heeft een aandelenbelang van 50% in Ocado Retail Limited, de overige aandelen zitten bij de partner Ocado Group Plc. M&S nam alleen het aandeel in het nettoresultaat op in het jaarverslag. Door een verandering van de afspraken zal M&S vanaf het boekjaar 2025/26 de resultaten van Ocado Retail consolideren. Dit al leiden tot een forse sprong in de omzet want Ocado Retail behaalde in 2024/25 een omzet van ruim £ 3 miljard.
Bij M&S werken ongeveer 63.000 mensen, waarvan 70% vrouwen. In het bestuur van het bedrijf zijn de vrouwen in de meerderheid en bezetten zes van in totaal 10 bestuurderszetels.

### Resultaten
Het bedrijf heeft een gebroken boekjaar dat eind maart of begin april start.
| Einde boekjaar | Omzet         | Winst vóór belastingen | Netto- resultaat | Aantal winkels | Werknemers (in fte) |
| Einde boekjaar | (× ₤ miljoen) | (× ₤ miljoen)          | (× ₤ miljoen)    | Aantal winkels | Werknemers (in fte) |
| -------------- | ------------- | ---------------------- | ---------------- | -------------- | ------------------- |
| 1 april 2000   | 8196          | 418                    | 259              |                |                     |
| 31 maart 2001  | 8076          | 146                    | 3                |                |                     |
| 30 maart 2002  | 8135          | 336                    | 153              |                |                     |
| 29 maart 2003  | 8019          | 678                    | 481              |                |                     |
| 3 april 2004   | 8302          | 782                    | 452              |                |                     |
| 2 april 2005   | 7491          | 505                    | 355              |                |                     |
| 1 april 2006   | 7798          | 746                    | 521              |                |                     |
| 31 maart 2007  | 8588          | 937                    | 660              |                |                     |
| 29 maart 2008  | 9022          | 1129                   | 821              |                |                     |
| 28 maart 2009  | 9062          | 706                    | 507              |                |                     |
| 3 april 2010   | 9537          | 703                    | 523              |                | 52.944              |
| 2 april 2011   | 9740          | 781                    | 599              |                |                     |
| 31 maart 2012  | 9934          | 658                    | 490              |                |                     |
| 30 maart 2013  | 10.027        | 564                    | 458              |                |                     |
| 29 maart 2014  | 10.310        | 580                    | 506              |                |                     |
| 28 maart 2015  | 10.311        | 600                    | 482              |                |                     |
| 2 april 2016   | 10.555        | 489                    | 404              | 1383           | 58.895              |
| 1 april 2017   | 10.622        | 614                    | 116              | 1434           | 59.764              |
| 31 maart 2018  | 10.698        | 581                    | 29               | 1464           | 58.938              |
| 30 maart 2019  | 10.377        | 523                    | 37               | 1488           | 55.440              |
| 28 maart 2020  | 10.182        | 403                    | 27               | 1519           | 53.988              |
| 3 april 2021   | 9157          | −209                   | −201             | 1509           | 49.177              |
| 2 april 2022   | 10.885        | 392                    | 309              | 1487           | 47.108              |
| 1 april 2023   | 11.931        | 476                    | 365              | 1464           | 52.092              |
| 30 maart 2024  | 13.040        | 673                    | 425              | 1492           | 52.639              |
| 29 maart 2025  | 13.817        | 512                    | 292              | 1486           | 51.255              |

## Buitenlandse vestigingen
M&S heeft 395 vestigingen in Europa, het Midden-Oosten en Azië. Deze zijn deels in eigendom maar ook van franchisenemers. Al in 1999 besloot M&S al zijn winkels in Canada te sluiten. In de jaren zestig had M&S ook enige tijd een filiaal in Kaboel in Afghanistan.
M&S kondigde op 8 november 2016 aan te vertrekken uit tien landen, waaronder Nederland en België. Dit als onderdeel van een reorganisatie nadat het bedrijf 466 internationale filialen doorlichtte en deze in tien landen in de voorgaande vijf jaar met verlies bleken te draaien. In totaal zouden 53 winkels hun deuren sluiten en ongeveer 2100 mensen hun baan verliezen. Er werkten in Nederland op dat moment ongeveer 160 mensen voor M&S. Begin kondigde M&S de verkoop aan van zijn 27 filialen in Hong Kong en Macau aan het in Dubai gevestigde Al-Futtaim. Daarmee beheert laatstgenoemde 72 M&S-winkels in elf landen in Azië en het Midden-Oosten.

### Nederland en België
Tot 2001 was Marks & Spencer ook te vinden in onder meer de Amsterdamse Kalverstraat, de Nieuwstraat in Brussel, de Meir in Antwerpen, in Luik, het Wijnegem Shopping Center en in Den Haag, maar in 2001 besloot M&S alle activiteiten in continentaal West-Europa te staken.
In 2013 opende M&S opnieuw een filiaal in de Amsterdamse Kalverstraat en in 2014 volgde een winkel op de hoek van de Grote Marktstraat en de Wagenstraat in Den Haag. Er werd aangekondigd dat een nieuw gebouw voor M&S zou worden gebouwd op het Amsterdamse Rokin.
Op 7 mei 2015 opende M&S opnieuw een winkel in België op de Gulden Vlieslaan 26-28 te Brussel (Elsene). Als gevolg van de in 2016 aangekondigde sluitingsgolf, sloot de winkel in Brussel op 30 september 2017 zijn deuren, de Nederlandse winkels in Amsterdam en Den Haag volgden op 31 oktober 2017.